# Loggia degli Osii
La Loggia degli Osii si trova in piazza dei Mercanti a Milano, in dirimpetto al Palazzo della Ragione.

## Origine e funzione
L'edificio fu innalzato dal podestà Oldrado da Tresseno su un sedime appartenente all'eminente e omonima famiglia milanese, ed è certo che dalla metà del Duecento faceva già parte integrante del complesso del Broletto Nuovo. Il 4 giugno 1252 un atto fu rogato “super lobia que fuit de Osiis, in brolieto novo comunis.”
Venne poi ricostruita nel 1316 per ordine di Matteo I Visconti, che intendeva realizzare attorno al Palazzo della Ragione un sistema di portici nei quali comporre le attività giuridico notarili della città. Deve il nome ai palazzi e alle proprietà degli Osii, site in questo punto prima della sua realizzazione.
Suo architetto fu Scoto da San Gimignano.
Dalla Loggia degli Osii i magistrati annunciavano alla cittadinanza editti e sentenze, affacciandosi dal balconcino (detto "parlera"), ornato da un'aquila che stringe una preda, simbolo della giustizia.

## Descrizione

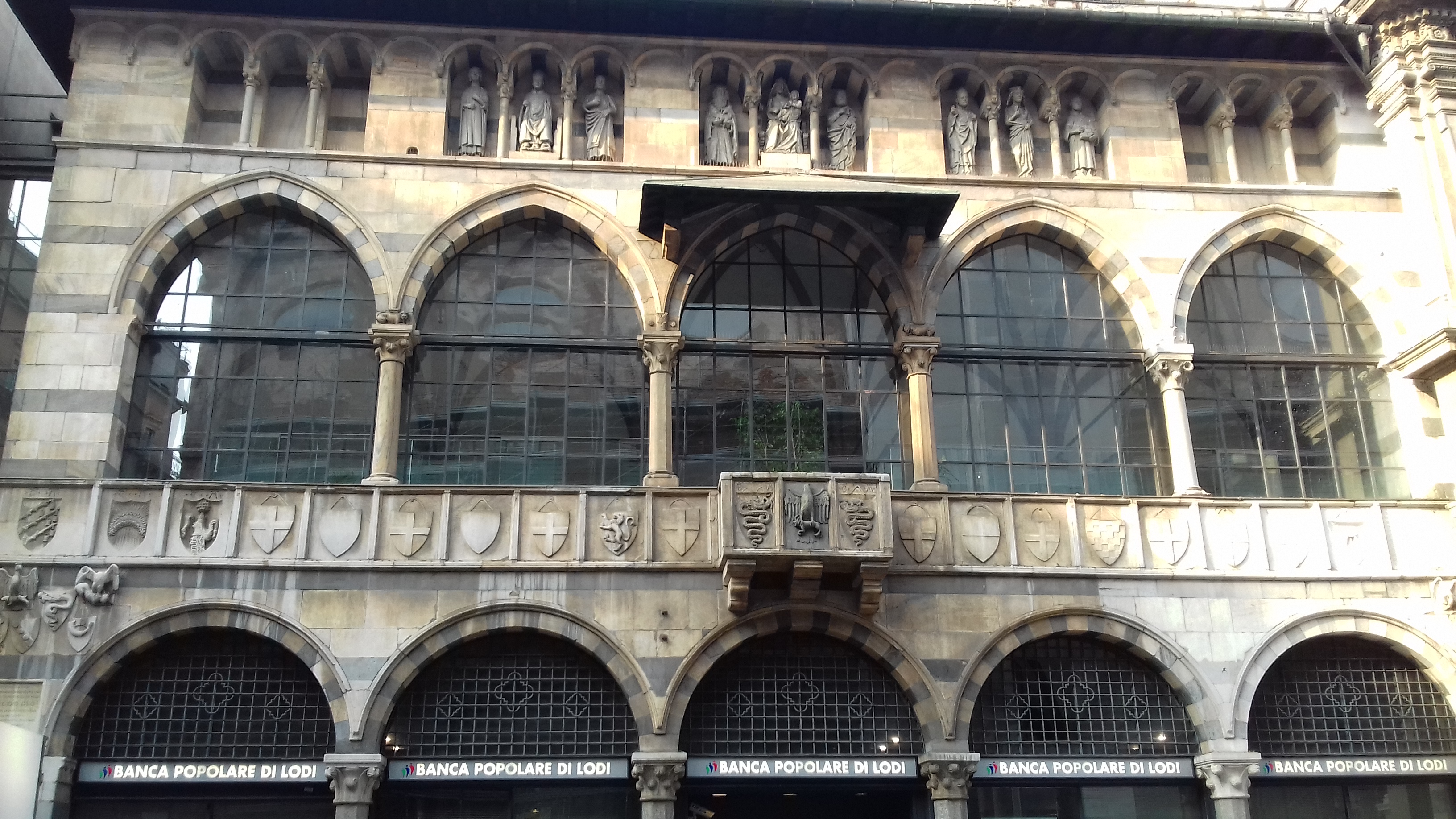
La facciata.

L'edificio ha una fronte gotica porticata e loggiata; insolitamente per lo stile gotico milanese, ha un paramento a fasce marmoree bianche e nere, proprio più del gotico genovese, forse in onore della nuora di Matteo I Visconti Valentina Doria che sposò nel 1318 Stefano Visconti.
La facciata si presenta aperta, con due loggiati sovrapposti ed una serie di trifore all'ultimo piano, che accolgono le statue. Lungo il parapetto della loggia superiore (al centro del quale sporge l'arengo da cui si bandivano gli editti), corre una fascia con gli emblemi araldici dei rioni (che prendevano il nome dalle sei porte storiche) della città, quelli della città stessa di Milano e gli stemmi viscontei.
Le statue sono opera in parte di Maestri Campionesi - in particolare Ugo da Campione, assieme al figlio Giovanni - e di maestri toscani. Furono realizzate al momento della costruzione dell'edificio, all'incirca nel secondo decennio del XIV secolo.

## Le modifiche postmedioevali e il restauro
Dopo il Medioevo, la Loggia venne deturpata nel Seicento e nel Settecento, con il tamponamento delle arcate, l'aggiunta di una scala esterna e altre modifiche.
A ripristinare una situazione in grandi linee corrispondenti all'antica, sopraggiunse il restauro in stile del 1904, realizzato da Giovan Battista Borsani e Angelo Savoldi. I fondi per il restauro furono resi disponibili con una richiesta di sottoscrizione cittadina a cui risposero la Camera di Commercio e, con generosità, la vedova del tenente generale conte Egidio Osio comandante della Divisione militare di Milano fino alla sua morte avvenuta nel marzo 1902 e citato nella lapide qui sotto riportata; ai termini dei lavori di ristrutturazione la Loggia venne inaugurata con una festa pubblica il 16 giugno 1904.
In questo restauro venne eliminato il fastigio settecentesco che era stato aggiunto al centro del palazzo, sul cornicione, e vennero sostituiti con nuove colonne i pilastri del portico a piano terra; questi pilastri, del Seicento, avevano a suo tempo sostituito le colonne originarie cui le attuali si ispirano. Venne inoltre liberato il primo piano loggiato che era stato anche soppalcato e vennero riaperte le arcate tamponate.
Tale restauro viene menzionato nella lapide dalla relativa iscrizione.

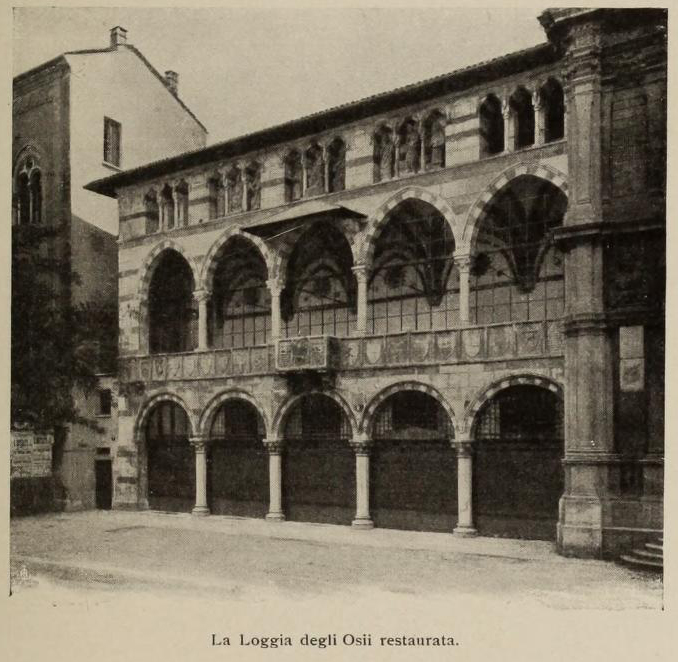
La loggia restaurata fotografata nel 1904

venne alla originaria forma restituita

in memoria del tenente generale

conte Egidio Osio

n. in Milano il xvi giugno mdcccxl

morto in milano

comandante la divisione militare

il xxvii marzo mcmii

qui

ove anticamente sorsero

le case de' suoi padri

sia ricordato ed onorato il suo nome

la vedova pose»